# Teesside
Teesside è una conurbazione della regione Nord Est dell'Inghilterra.
È stata un'unità amministrativa fino al 1974, comprendente le città di Middlesbrough, Stockton-on-Tees, Hartlepool, Redcar e Billingham. Nel censimento del 2001 contava 365.323 abitanti.
Importante zona industriale, che recentemente ha visto calare notevolmente l'occupazione, il suo nome deriva da quello del fiume Tees che la attraversa.